# 凯蒂·普莱斯
凯蒂·普莱斯（英文名：Katie Price，1978年5月22日—），英国著名商人、艺人、模特儿、作家和歌手。

## 简介

### 早期生活

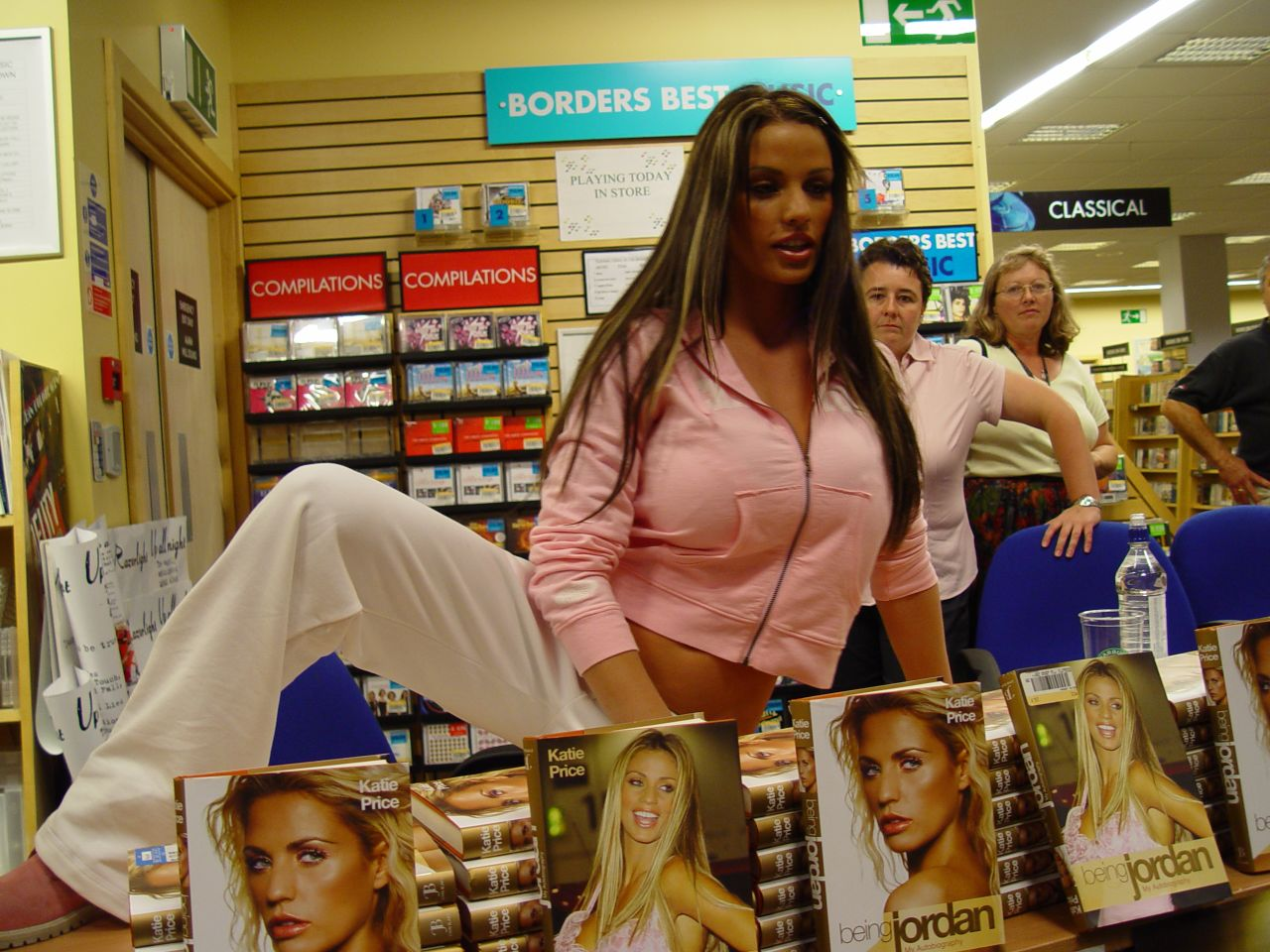
凯蒂·普莱斯，2004年

凯蒂·普莱斯出生于英国英格兰的布莱顿， 她姥姥是犹太教徒，她外公是英国清教徒。 1982年，当她四岁的时候，他的父亲离开了家，从此和她母亲分离。  1988年，她母亲嫁给了保罗·普莱斯，从此，她又有了一个同父异母的姐妹苏菲。

### 职业生涯的开始

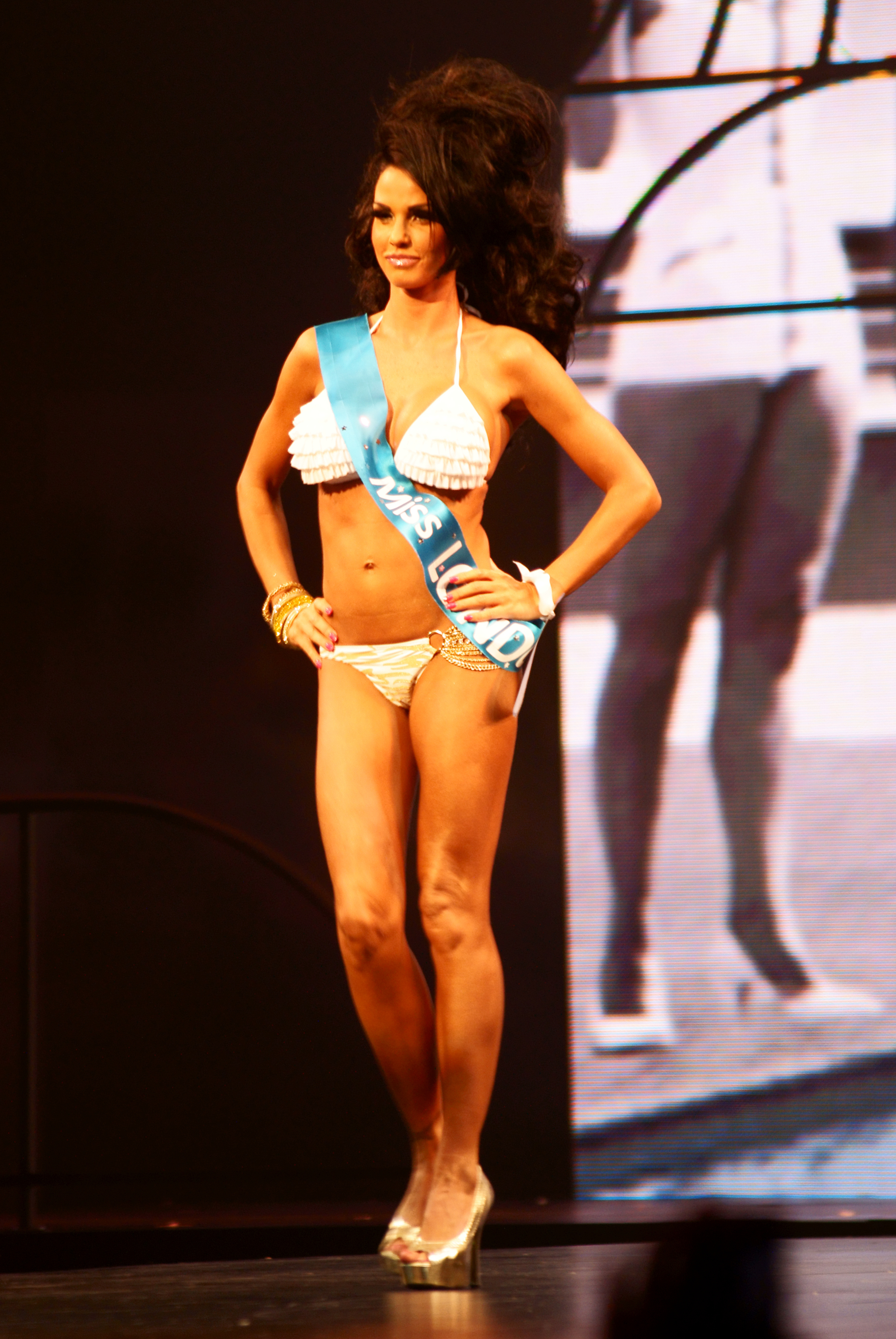
普莱斯，2009年11月

1994年，普莱斯16岁的时候毕业了， 在朋友的建议下，她决定开始追求自己的模特生涯。 1996年，她用艺名乔丹开始模特儿生涯，并且经常出现在《Page Three 》和《men's lifestyle magazines》两本杂志上。

### 成名后

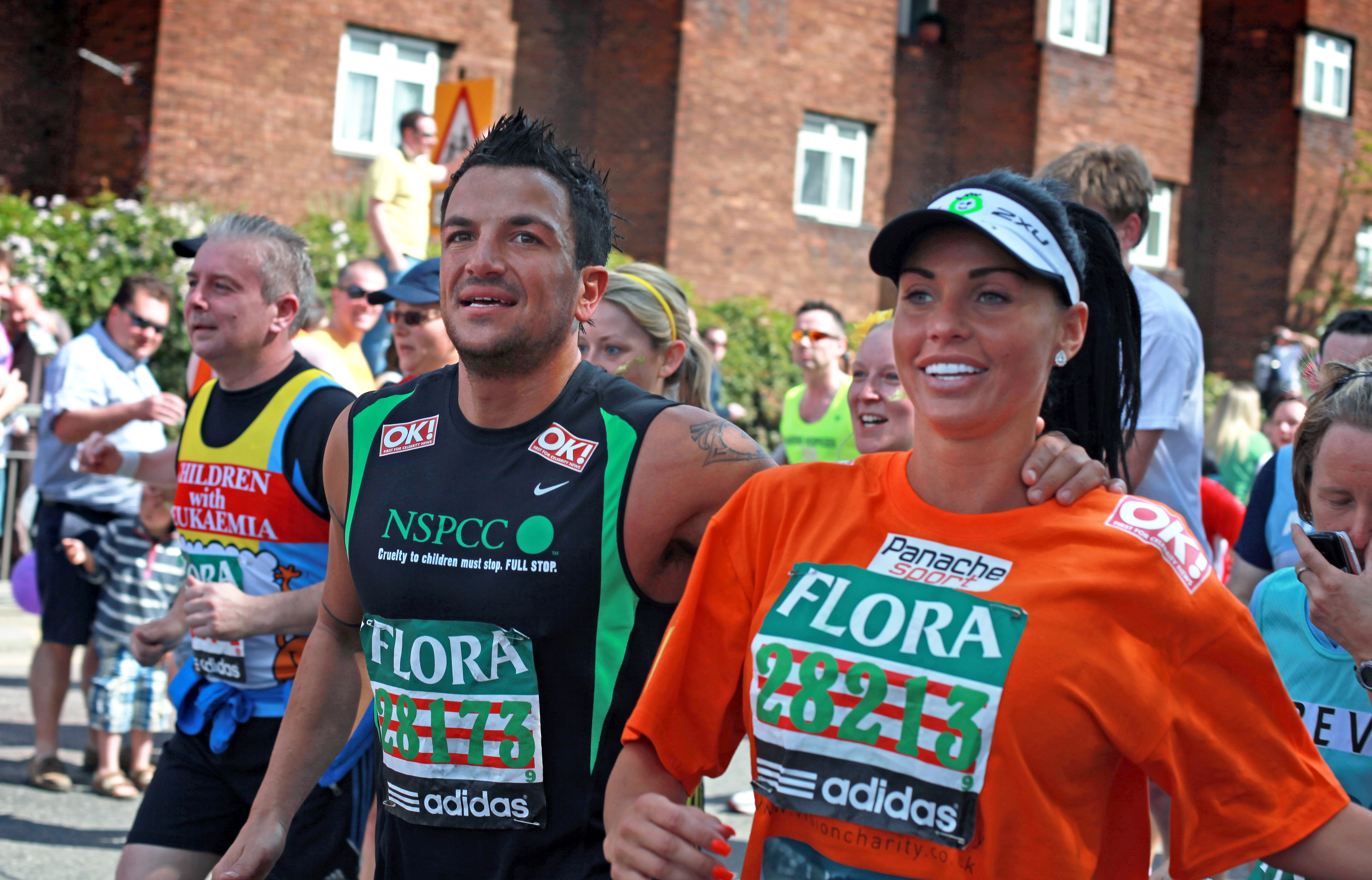
普莱斯

1996年，即使她的家人反对，普莱斯还是做了丰胸手术，胸部从手术前的32C隆胸到了32D。
2002年9月，她出现在美国版的《花花公子》杂志上。

## 亲友
- 雷内·英菲德 （父亲）
- 艾米·普莱斯 （母亲）
- 丹尼尔·普莱斯（兄弟）
- 苏菲·普莱斯（同父异母姐妹）
- 哈维（2002年出生）
- 琼妮（2005年出生）
- 普莱斯（2007年出生）